# Radulodon casearius
Radulodon casearius är en svampart som först beskrevs av Andrew Price Morgan, och fick sitt nu gällande namn av Leif Ryvarden 1972. Radulodon casearius ingår i släktet Radulodon och familjen Meruliaceae.   Inga underarter finns listade i Catalogue of Life.